# Breil-sur-Roya
Breil-sur-Roya (italsky Breglio sul Roia, ligursky Breggio, okcitánsky Brelh de Ròia) je město na jihu Francie v departementu Alpes-Maritimes v regionu Provence-Alpes-Côte d'Azur. Leží v těsné blízkosti italských hranic na řece Roye, 18 km severně od Mentonu, 32 km severovýchodně od Nice, 30 km jihozápadně od hory Punta Marguareis. Prochází tudy Stezka GR. Obec má přibližně 2 300 obyvatel.